# L.ウルズィートゥグス
ロブサンドルジーン・ウルズィートゥグス（Luvsandorjiin Ulziitugs、モンゴル語: Лувсандоржийн Өлзийтөгс、1972年 - ）は、モンゴル国の詩人・作家。

## 略歴
1972年、モンゴル国の第二の都市ダルハン市に生まれる。
処女詩集『序章』(1995)を皮切りに、『天上の樹々』、『孤独のレッスン』などの詩集を次々に出版。2004年には初の短編集、2012年にはエッセイ集を出版し、詩人としてだけではなく作家としての評価も高まっている。
ウルズィートゥグスの作品は日本、アメリカ、ロシア、韓国、中国、ハンガリー、ルーマニア、ポーランドなどで翻訳されている。台湾の著名な詩人・画家の席慕蓉（Xi Murong）氏がウルズィートゥグスの詩に感銘を受け、その詩を題材としたエッセイを発表するなど、外国でも高い評価を得ている。
日本では、2009年に中国で開催されたアジア現代詩祭に参加した際の手記や詩作品が『現代詩手帖』（2010年2月号）で紹介されている。その他、日本モンゴル文学会公式サイト＜21世紀のモンゴル文学＞翻訳紹介コーナー、モンゴル情報紙『しゃがあ』（2005）、電子書籍『モンゴル文学翻訳１』（2012）、『モンゴル近現代短編小説選』(2013)、『日本とモンゴル』(2014)等に短編、詩の翻訳が掲載されている。
2002年モンゴル作家協会賞、金の羽賞を受賞。2009年に北極星勲章を叙勲。
夫はモンゴル国の著名な詩人・作家・翻訳家のグンアージャビーン・アヨルザナ。

## 主な著書
- 1995年、詩集『序章 Тэргүүн бүлэг』
- 2000年、詩集『天上の樹々 Тэнгэрт ургадаг модод』
- 2002年、詩集『自由になるための芸術 Эрх чөлөөтэй байхын урлаг буюу шинэ ном』
- 2004年、詩集『孤独のレッスン Ганцаардлын дасгал 』
- 2004年、短編集『眼鏡に残った写し絵たち Нүдний ширээнд үлдсэн зургууд 』
- 2007年、詩集『私の哀しみの歴史 Миний гунигийн түүх』
- 2012年、エッセー集『見ることの果て Үзэхийн хязгаар 』
- 2013年、短編集『都市のお伽話 Хотын үлгэрүүд 』